# Thyroptera
Thyropteridae és una família de ratpenats que s'alimenta d'insectes i que viu a les selves tropicals de Sud-amèrica i Centreamèrica.

## Taxonomia
- Gènere Thyroptera[2]
  - Ratpenat de ventoses de Peters (Thyroptera discifera)
  - Thyroptera lavali
  - Ratpenat de ventoses de Spix (Thyroptera tricolor)
  - Thyroptera wynneae